# O, jag ser min Faders hand i naturens under
O, jag ser min Faders hand i naturens under är en sång med text från 1910 av August Storm. Sången sjungs till en melodi av Henry Nordin.

## Publicerad i
- Frälsningsarméns sångbok 1929 som nr 333 under rubriken "Jubel, erfarenhet och vittnesbörd".
- Musik till Frälsningsarméns sångbok 1930 som nr 333.
- Frälsningsarméns sångbok 1968 som nr 333 under rubriken "Det Kristna Livet - Jubel och tacksägelse".
- Frälsningsarméns sångbok 1990 som nr 747 under rubriken "Dagens och årets tider".